# Alsophila cuspidata
Alsophila cuspidata là một loài thực vật có mạch trong họ Cyatheaceae. Loài này được (Kunze) D.S. Conant mô tả khoa học đầu tiên năm 1983.